# آنتونیو آلویسی
آنتونیو آلویسی (انگلیسی: Antonio Aloisi؛ زادهٔ ۲۸ اوت ۱۹۶۸) بازیکن فوتبال اهل ایتالیا است.
از باشگاه‌هایی که در آن بازی کرده‌است می‌توان به باشگاه فوتبال رجینا، باشگاه فوتبال آسکولی، باشگاه فوتبال تورینو، باشگاه فوتبال کالیاری، و باشگاه فوتبال چزنا اشاره کرد.